# Кум-Дебе
Кум-Дебе (кирг. Кум-Дөбө) — высокогорное село Кочкорского района. Центр Кум-Дебенского аильного округа в Нарынской области Кыргызской Республики.
Население в 2009 году составляло 3438 человек.
Жители Кум-Дебе занимаются, в основном, сельским хозяйством, выращиванием картофеля.

## Известные уроженцы
- Темирова, Асипа (1909—1981) — Герой Социалистического Труда (1957). Депутат Верховного Совета Киргизской ССР. Заслуженный животновод Киргизской ССР (1947).